# Isabel Checa
Isabel Checa Porcel (27 de diciembre de 1982 en Silla, Valencia) es una deportista española que compite en atletismo. Su especialidad son los 10 000 m, disciplina de la que fue campeona de España en 2011. Participó en los Juegos Olímpicos de Pekín 2008 en la disciplina de 10 000 metros, donde quedó en última posición en la final. Además, cuenta en su palmarés con el séptimo puesto en los Campeonatos Europeos de Atletismo de 2007, así como con el duodécimo puesto en el Campeonato de España de 2002 Hermana de la también atleta Dolores.